# ۴۱ ارابه‌ران
۴۱ ارابه‌ران یک ستاره است که در صورت فلکی ارابه‌ران قرار دارد.